# Westernstory
Westernstory je česká komedie z roku 2011, kterou natočil Vlastimil Peška. Většina příběhu se odehrává ve Westernovém městečku v Boskovicích, ve kterém se také v srpnu roku 2010 natáčel.

## Děj
Při nacvičování nového představení ve Westernovém městečku si Presley (Petr Vondráček), který hraje hlavního hrdinu – Vinnetoua, zlomí obě ruce. Proto se Trubec (Pavel Landovský), působící zde jako režisér, rozhodne požádat svého bývalého žáka, pražského herce Toufara (Mário Kubec), aby tuto roli zastal. Toufar, který nebyl na léto v televizi angažován, nabídku přijal. Avšak na "indiánské" zámezí není zvyklý, vše vyvrcholí v době, kdy se dostane do rvačky s Presleym, který žárlí na svoji bývalou přítelkyni Marcelku (Veronika Kubařová). Toufar se rozhodne z městečka odejít ještě před premiérou. Změnit názor mu nakonec pomůže právě Marcelka.

## Obsazení
| Mário Kubec        | Marcel Toufar |
| Petr Vondráček     | Presley       |
| Pavel Zedníček     | Mára          |
| Veronika Kubařová  | Marcelka      |
| Bohumil Klepl      | Krocan        |
| Kristýna Leichtová | Bubu          |
| Pavel Landovský    | Trubec        |
| Eva Lesáková       | Márová        |
| Matouš Ruml        | Johny         |
| Martin Havelka     | Jerry         |
| Petra Molnárová    | Tydli         |
| Dita Kaplanová     | Krocanka      |
| Helena Pešková     | Stáňa         |
| Daniel Volný       | Kuba          |
| Radovan Král       | Knedla        |
| Petr Panzenberger  | Tom           |

## Zajímavosti
- Příběh je inspirován skutečným příběhem Maria Kubce, kterého do boskovického westernového městečka přivedl Vlastimil Peška. Právě Peška zde od roku 2000 každoročně spolupracuje na letním programu. Kubec se poprvé v Boskovicích představil v roce 2007 a nakonec se do Boskovic přestěhoval.[1]
- Světová premiéra se udála v boskovickém kině.[2]
- Šerif městečka Jerry Procházka (Martin Havelka) nese jméno po skutečném majiteli Westernového městečka Luboši Jerry Procházkovi.